# Diócesis de Dumaguete
La diócesis de Dumaguete (en latín: Dioecesis Dumaguetensis, en inglés: Roman Catholic Diocese of Dumaguete y en cebuano: Dyosesis sa Dumaguete) es una circunscripción eclesiástica de la Iglesia católica en Filipinas. Se trata de una diócesis latina, sufragánea de la arquidiócesis de Cebú. Desde el 28 de septiembre de 2013 su obispo es Julito Buhisan Cortes.

## Territorio y organización
La diócesis tiene 4956 km² y extiende su jurisdicción sobre los fieles católicos de rito latino residentes en las provincias de Negros Oriental (excepto los municipios de La Libertad, Guihulngan, Vallehermoso y Canlaon) y de Siquijor, pertenecientes a la región de Bisayas Centrales.
La sede de la diócesis se encuentra en la ciudad de Dumaguete, en donde se halla la Catedral de Santa Catalina de Alejandría.
En 2021 en la diócesis existían 43 parroquias.

## Historia
La diócesis fue erigida el 5 de abril de 1955 con la bula Sanctissima ea verba del papa Pío XII, obteniendo el territorio de la diócesis de Bacólod.
El 30 de marzo de 1987 cedió una parte del territorio para la erección de la diócesis de San Carlos mediante la bula Certiores quidem facti del papa Juan Pablo II.

## Estadísticas
Según el Anuario Pontificio 2022 la diócesis tenía a fines de 2021 un total de 1 346 393 fieles bautizados.
| Año                                                                             | Población            | Población | Población      | Sacerdotes | Sacerdotes    | Sacerdotes    | Bautizados por sacerdote | Diáconos permanentes | Religiosos | Religiosos | Parroquias |
| Año                                                                             | Bautizados católicos | Total     | % de católicos | Total      | Clero secular | Clero regular | Bautizados por sacerdote | Diáconos permanentes | Varones    | Mujeres    | Parroquias |
| ------------------------------------------------------------------------------- | -------------------- | --------- | -------------- | ---------- | ------------- | ------------- | ------------------------ | -------------------- | ---------- | ---------- | ---------- |
| 1970                                                                            | 739 549              | 876 244   | 84.4           | 73         | 43            | 30            | 10 130                   |                      | 35         | 78         | 80         |
| 1980                                                                            | 936 000              | 1 115 000 | 83.9           | 48         | 48            |               | 19 500                   |                      | 4          | 75         | 44         |
| 1990                                                                            | 631 000              | 751 000   | 84.0           | 69         | 59            | 10            | 9144                     |                      | 12         | 95         | 37         |
| 1999                                                                            | 809 326              | 924 944   | 87.5           | 91         | 80            | 11            | 8893                     |                      | 22         | 140        | 34         |
| 2000                                                                            | 809 326              | 924 944   | 87.5           | 91         | 81            | 10            | 8893                     |                      | 24         | 116        | 34         |
| 2001                                                                            | 809 326              | 924 944   | 87.5           | 95         | 82            | 13            | 8519                     |                      | 20         | 107        | 36         |
| 2002                                                                            | 809 326              | 924 944   | 87.5           | 95         | 82            | 13            | 8519                     |                      | 19         | 83         | 34         |
| 2003                                                                            | 809 326              | 924 944   | 87.5           | 95         | 81            | 14            | 8519                     |                      | 25         | 106        | 41         |
| 2004                                                                            | 923 680              | 1 010 896 | 91.4           | 98         | 83            | 15            | 9425                     |                      | 30         | 77         | 41         |
| 2006                                                                            | 942 000              | 1 031 000 | 91.4           | 97         | 82            | 15            | 9711                     |                      | 21         | 115        | 41         |
| 2013                                                                            | 1 052 000            | 1 192 000 | 88.3           | 106        | 82            | 24            | 9924                     |                      | 30         | 103        | 41         |
| 2016                                                                            | 1 053 401            | 1 157 583 | 91.0           | 111        | 85            | 26            | 9490                     |                      | 36         | 91         | 42         |
| 2019                                                                            | 1 115 690            | 1 226 000 | 91.0           | 116        | 88            | 28            | 9618                     |                      | 32         | 89         | 42         |
| 2021                                                                            | 1 346 393            | 1 523 758 | 88.4           | 116        | 88            | 28            | 11 606                   |                      | 32         | 86         | 43         |
| Fuente: Catholic-Hierarchy, que a su vez toma los datos del Anuario Pontificio. |                      |           |                |            |               |               |                          |                      |            |            |            |

## Episcopologio
- Epifanio Surban Belmonte † (29 de julio de 1955-30 de mayo de 1989 retirado)
- Angel Nacorda Lagdameo † (30 de mayo de 1989 por sucesión-11 de marzo de 2000 nombrado arzobispo de Jaro)
- John Forrosuelo Du (21 de abril de 2001-25 de febrero de 2012 nombrado arzobispo de Palo)
- Julito Buhisan Cortes, desde el 28 de septiembre de 2013